# Ганс-Гвідо Валентінер
Ганс-Гвідо Валентінер (нім. Hans-Guido Valentiner; 12 січня 1919, Вупперталь — 27 січня 1999, Штокельсдорф) — німецький офіцер-підводник, капітан-лейтенант крігсмаріне.

## Біографія
3 квітня 1937 року вступив на флот. З липня 1940 по липень 1941 року пройшов курс і практику підводника. З 21 серпня 1941 року — 1-й вахтовий офіцер на підводному човні U-455. В липні 1942 року переданий в розпорядження 7-ї флотилії. З 29 серпня 1942 року — командир U-385, на якому здійснив 2 походи (разом 65 днів у морі). 11 серпня 1944 року у Біскайській затоці північно-західніше Ла-Рошель (46°16′ пн. ш. 02°45′ зх. д.) глибинними бомбами британського шлюпа «Старлінг» і австралійського летючого човна «Сандерленд». 1 член екіпажу загинув, 42 (включаючи Валентінера) були врятовані і взяті в полон.

## Звання
- Кандидат в офіцери (3 квітня 1937)
- Морський кадет (21 вересня 1937)
- Фенріх-цур-зее (1 травня 1938)
- Оберфенріх-цур-зее (1 липня 1939)
- Лейтенант-цур-зее (1 серпня 1939)
- Оберлейтенант-цур-зее (1 вересня 1941)
- Капітан-лейтенант (1 липня 1944)

## Нагороди
- Нагрудний знак підводника[2]
- Залізний хрест 2-го класу[2]